# Justin Long
Justin Jacob Long (sinh ngày 2 tháng 6 năm 1978) là một nam diễn viên người Mỹ.

## Danh sách phim

### Điện ảnh
| Năm  | Tên                                     | Vai                                          | Ghi chú                                                      |
| ---- | --------------------------------------- | -------------------------------------------- | ------------------------------------------------------------ |
| 1999 | Galaxy Quest                            | Brandon                                      | Đề cử — Saturn Award for Best Performance by a Younger Actor |
| 2001 | Happy Campers                           | Donald                                       |                                                              |
| 2001 | Jeepers Creepers                        | Darry Jenner                                 | Đề cử — Saturn Award for Best Performance by a Younger Actor |
| 2002 | Crossroads                              | Henry                                        |                                                              |
| 2003 | Jeepers Creepers 2                      | Darry Jenner                                 | Vai diễn khách mời                                           |
| 2004 | Raising Genius                          | Hal Nestor                                   |                                                              |
| 2004 | Hair High                               | Dwayne                                       | Lồng tiếng                                                   |
| 2004 | DodgeBall: A True Underdog Story        | Justin Redman                                |                                                              |
| 2004 | Wake Up, Ron Burgundy: The Lost Movie   | Chris Harken                                 |                                                              |
| 2005 | Robin's Big Date                        | Robin                                        | Phim ngắn                                                    |
| 2005 | Herbie: Fully Loaded                    | Kevin                                        |                                                              |
| 2005 | Waiting...                              | Dean                                         |                                                              |
| 2006 | The Sasquatch Gang                      | Zerk Wilder                                  |                                                              |
| 2006 | Dreamland                               | Mookie                                       |                                                              |
| 2006 | The Break-Up                            | Christopher Hirons                           |                                                              |
| 2006 | Accepted                                | Bartleby "B" Gaines                          |                                                              |
| 2006 | Idiocracy                               | Dr. Lexus                                    |                                                              |
| 2007 | Live Free or Die Hard                   | Matt Farrell                                 | Đề cử — Saturn Award for Best Supporting Actor               |
| 2007 | Battle for Terra                        | Senn                                         | Lồng tiếng                                                   |
| 2007 | Alvin and the Chipmunks                 | Alvin Seville                                | Lồng tiếng                                                   |
| 2007 | Walk Hard: The Dewey Cox Story          | George Harrison                              | Không được ghi danh                                          |
| 2008 | Strange Wilderness                      | Junior                                       |                                                              |
| 2008 | Just Add Water                          | Spoonie                                      |                                                              |
| 2008 | Zack and Miri Make a Porno              | Brandon St. Randy                            |                                                              |
| 2008 | Pineapple Express                       | Justin                                       | Trong cảnh bị lược bỏ                                        |
| 2009 | He's Just Not That into You             | Alex                                         |                                                              |
| 2009 | Still Waiting...                        | Dean                                         | Không được ghi danh                                          |
| 2009 | Taking Chances                          | Chase Revere                                 |                                                              |
| 2009 | Serious Moonlight                       | Todd                                         |                                                              |
| 2009 | Drag Me to Hell                         | Clay Dalton                                  |                                                              |
| 2009 | Funny People                            | Re-Do Guy                                    | Vai khách mời                                                |
| 2009 | Beyond All Boundaries                   | Corp. James R. Garrett / Sgt. John H. Morris |                                                              |
| 2009 | Planet 51                               | Lem                                          | Lồng tiếng                                                   |
| 2009 | Old Dogs                                | Troop Leader Adam Devlin                     | Không được ghi danh                                          |
| 2009 | After.Life                              | Paul                                         |                                                              |
| 2009 | Alvin and the Chipmunks: The Squeakquel | Alvin Seville                                | Voice                                                        |
| 2010 | Youth in Revolt                         | Paul Saunders                                |                                                              |
| 2010 | Going the Distance                      | Garrett                                      |                                                              |
| 2010 | Alpha and Omega                         | Humphrey                                     | Voice                                                        |
| 2011 | The Conspirator                         | Nicholas Baker                               |                                                              |
| 2011 | 10 Years                                | Marty Burn                                   |                                                              |
| 2011 | Free Hugs                               | Checkout Boy                                 |                                                              |
| 2011 | Alvin and the Chipmunks: Chipwrecked    | Alvin Seville                                | Lồng tiếng                                                   |
| 2012 | For a Good Time, Call...                | Jesse                                        |                                                              |
| 2012 | Best Man Down                           | Scott                                        |                                                              |
| 2013 | Movie 43                                | Robin                                        |                                                              |
| 2013 | iSteve                                  | Steve Jobs                                   |                                                              |
| 2013 | A Case of You                           | Sam                                          | Kiêm biên kịch, sản xuất,                                    |
| 2013 | Walking with Dinosaurs                  | Patchi                                       | Lồng tiếng                                                   |
| 2014 | Ask Me Anything                         | Dan Gallo                                    |                                                              |
| 2014 | Veronica Mars                           | Drunken Wingman                              | Không được ghi danh                                          |
| 2014 | Comet                                   | Dell                                         | Kiếm sản xuất                                                |
| 2014 | Tusk                                    | Wallace Bryton                               |                                                              |
| 2014 | The Lookalike                           | Holt Mulligan                                | Kiêm sản xuất                                                |
| 2015 | Yoga Hosers                             | Yogi Bayer                                   |                                                              |
| 2015 | Alvin and the Chipmunks: The Road Chip  | Alvin Seville                                | Lồng tiếng                                                   |
| 2016 | Frank & Lola                            | Keith Winkleman                              |                                                              |
| 2016 | Lavender                                | Liam                                         |                                                              |
| 2016 | Ghost Team                              | Ross                                         |                                                              |
| 2016 | Trump Baby                              | Baby                                         | Lồng tiếng, phim ngắn                                        |
| 2017 | And Then I Go                           | Tim                                          |                                                              |
| 2017 | Literally, Right Before Aaron           | Adam                                         |                                                              |